# 飛鵝山道
飛鵝山道（英語：Fei Ngo Shan Road），又名飛鵞山道，是香港飛鵝山的一條道路，位於新界西貢區及九龍黃大仙區。南接清水灣道，北接扎山道。為山上的單程上山路，有部分路段為衛奕信徑4段。有不少行山人士或駕駛人士會使用此道路上山。飛鵝山道沿途經過不少豪宅，例如飛鵝花園、陶樂苑等。
飛鵝山道的大部分（包括該處的屋苑）屬於新界西貢區，但清水灣道是新界的士禁區，因此連接清水灣道的飛鵝山道也變成禁區，只有市區的士才可營運。

## 旅遊景點
- 飛鵝山觀景台[2]

## 鄰近建築
- 飛鵝山石碑
- 飛鵝花園
- 陶樂苑
- 溫莎堡
- 飛鵝山道5號
- 飛鵝山莊
- 大老山警崗
- 大老山氣象站

## 資料來源
1. ↑  .   [2024-11-10]. （原始内容存档于2024-11-10）.
2. ↑  . 香港永安旅遊有限公司.   [2021-04-09]. （原始内容存档于2021-04-10）. （页面存档备份，存于）

## 外部連結
- 飛鵝山道地圖